# Robert I de Bellême
Robert I de Bellême († vers 1030-1035), fou el tercer senyor de Bellême.

## Biografia
Vers 1027-1035, per ordre del seu pare Guillem I de Bellême, va combatre els fidels del duc de Normandia, Robert el Magnífic. Acompanyat del seu germà gran Folc, els va lliurar batalla a Sant-Quentin-de-Blavou (Orne), anomenada batalla de Ballon, on va ser vençut, sent fet presoner, i en la que va morir el seu germà gran Folc. El seu pare va morir poc de temps després (es diu que a causa del disgust), i Robert va esdevenir el nou senyor de Bellême. Robert va continuar enfrontant al seu senyor feudal i veí al límit sud: el comte Heribert I del Maine anomenat Despertagos. Després d'una expedició més enllà del riu Sarthe, va ser capturat i tancat al castell de Ballon.
Va restar presoner dos anys fins a la seva mort. El cronista Guillem de Jumièges narra la seva fi: tres fils de Gauthier de Sordains, cavaller del Maine que havia estat penjat per les forces de Robert, van penetrar en la presó de Ballon i van matar el presoner a cops de destral.
El seu germà, Guillem II Talvas, el va succeir probablement el 1035.